# Prunus grayana

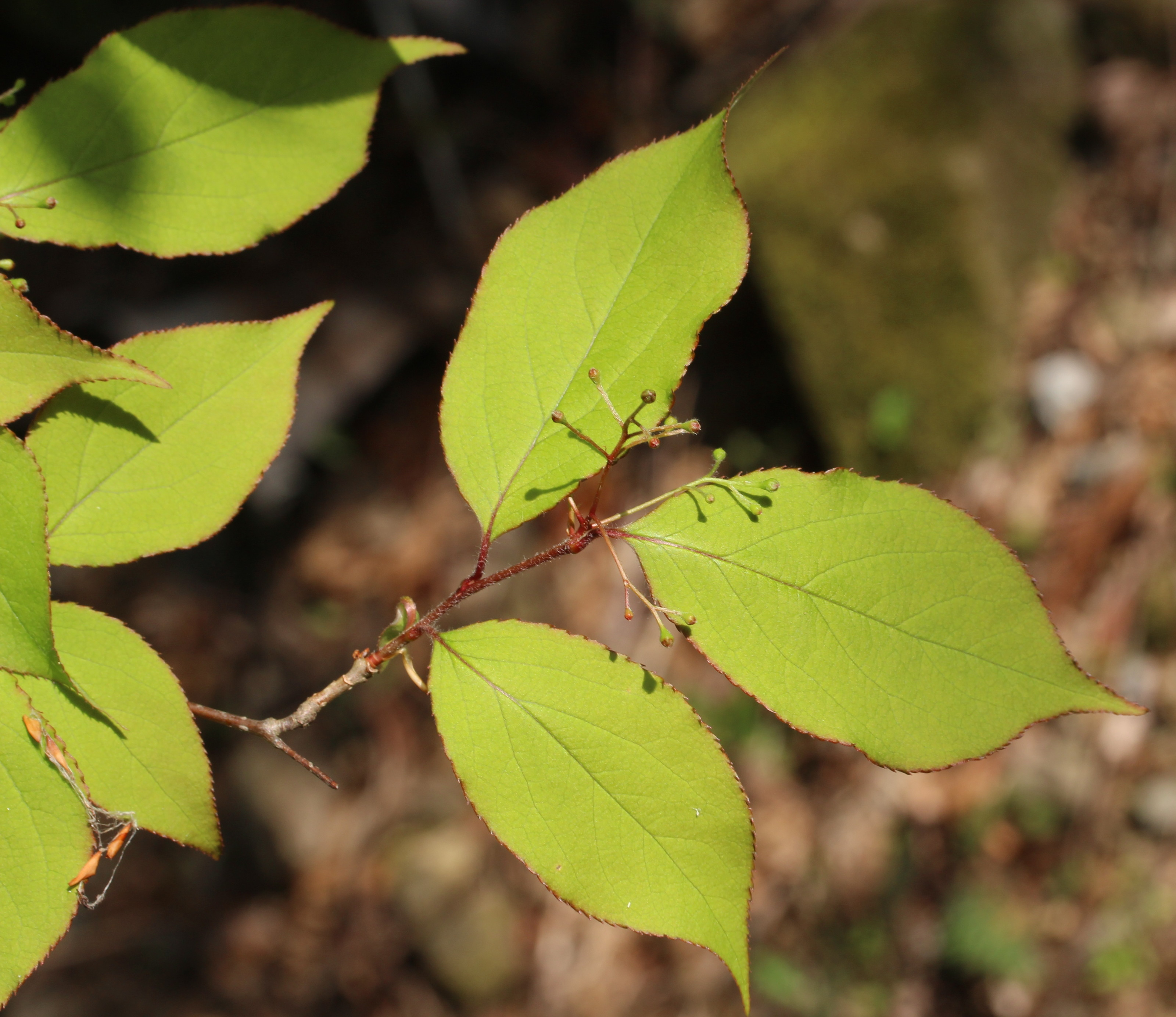
Hojas.

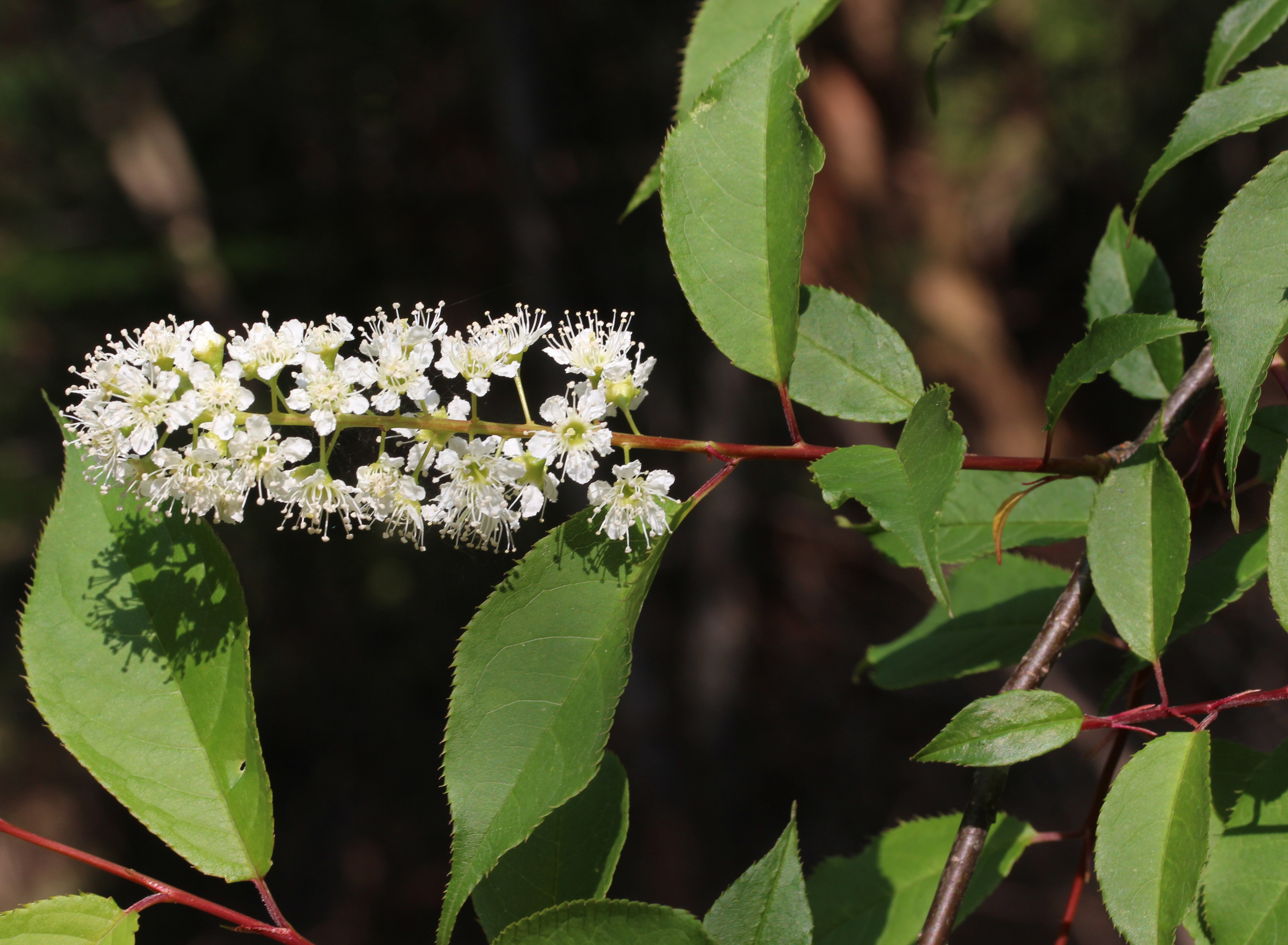
Inflorescencia.

Prunus grayana es una especie de árbol perteneciente  la familia de las rosáceas, nativas de Japón y China, a una altitud de 1000–3800 m. Prefiere el sol y la humedad (pero con buen drenaje) del suelo.

## Descripción
Es un pequeño  árbol de hoja caduca que alcanza una altura de 8-20 m. El tronco es delgado, de color gris a púrpura suave y la corteza de color marrón horizontal marcada con lenticelas, con un olor fuerte cuando se corta. Las hojas son de forma elípticas a ovoides, de 4-10 cm de largo y 1.8-4.5 cm, con un margen serrado. Los dientes de más de una hoja con dos glándulas. Las flores de 5-8 cm se producen en largos racimos, cada flor de 7-10 mm de diámetro, con cinco pétalos blancos,  son hermafroditas, y aparecen a mediados de primavera después de las hojas. El fruto es una pequeña drupa de unos 8 mm de diámetro.

## Usos
Las flores, frutos y semillas son comestibles y se preparan y consumen en Japón. La fruta puede ser conservada con sal para preparar un plato llamado Anningo. La corteza y las raíces son la fuente de un colorante verde. La madera es muy dura.

## Taxonomía
Prunus grayana fue descrita por Carl Johann Maximowicz y publicado en Bulletin de l'Academie Imperiale des Sciences de St-Petersbourg 29(1): 107–108, en el año 1883.
Etimología
Ver: Prunus: Etimología
grayana: epíteto latino otorgado en honor del botánico Asa Gray.
Sinonimia
- Padus acrophylla C.K. Schneid.
- Padus grayana (Maxim.) C.K. Schneid.
- Prunus padus var. japonica Miq[9]